# شهرک امام (دورود)
شهرک امام یک شهرک در ایران است که در بخش مرکزی شهرستان دورود در استان لرستان واقع شده‌است.

## جمعیت
این شهرک در دهستان حشمت‌آباد قرار دارد و براساس سرشماری مرکز آمار ایران در سال ۱۳۸۵، جمعیت آن ۲٬۳۶۹ نفر (۶۴۷ خانوار) بوده‌است.